# Тимофєєвський Олександр Павлович
Тимофєєвський Олександр Павлович (13 листопада 1933, Москва — 7 січня 2022, там само) — радянський і російський письменник, поет і сценарист, редактор.

## Біографія
Онук професора медицини Павла Тимофєєвського, колишнього «начальником санітарного поїзда в Ставці, коли цар давав зречення», і активного учасника Петербурзького теософського товариства. Обидва діда, двоюрідні брати, за радянських часів були репресовані (з посмертною реабілітацією).
Під час війни жив у блокадному Ленінграді, потім в евакуації в Челябінську. Після війни повернувся в Москву. У 1958 році закінчив сценарний факультет Всесоюзного державного інституту кінематографії. Працював редактором на кіностудії «Таджикфільм», в 1963—1983 роках — редактором на кіностудії «Союзмультфільм», пізніше — на студії «Мульттелефільм» ТО «Екран». Деякий час був художнім керівником кінотеатру «Барикади». Писав сценарії мультфільмів і пісні до них. Так була написана знаменита пісенька крокодила Гени, яка прозвучала в мультфільмі «Чебурашка».
Вірші почав писати на початку п'ятдесятих років. Вперше «опублікувався» в рукописному збірнику А. Гінзбурга «Синтаксис» (1959—1960). Довгі роки писав вірші «в стіл».
У березні 2014 року разом з рядом інших діячів науки і культури висловив свою незгоду з політикою російської влади в Криму.